# Хейл (округ, Алабама)
Хейл (англ. Hale County) — округ в штате Алабама, США. Официально образован в 1867 году. По состоянию на 2010 год, численность населения составляла 15 760 человека.

## География
По данным Бюро переписи США, общая площадь округа равняется 1 701,632 км2, из которых 1 667,962 км2 суша и 13,000 км2 или 1,900 % это водоемы.

### Соседние округа
|      |         | Таскалуса | Бибб |  |
| Грин | север   |           |      |  |
| Грин | Хейл    |           |      |  |
| Грин | юг      |           |      |  |
|      | Маренго | Перри     |      |  |

## Население
По данным переписи населения 2000 года в округе проживает 17 185 жителей в составе 6 415 домашних хозяйств и 4 605 семей. Плотность населения составляет 10,00 человек на км2. На территории округа насчитывается 7 756 жилых строений, при плотности застройки около 5,00-ти строений на км2. Расовый состав населения: белые — 39,83 %, афроамериканцы — 58,95 %, коренные американцы (индейцы) — 0,17 %, азиаты — 0,16 %, гавайцы — 0,02 %, представители других рас — 0,29 %, представители двух или более рас — 0,58 %. Испаноязычные составляли 0,91 % населения независимо от расы.
В составе 36,50 % из общего числа домашних хозяйств проживают дети в возрасте до 18 лет, 45,60 % домашних хозяйств представляют собой супружеские пары проживающие вместе, 22,00 % домашних хозяйств представляют собой одиноких женщин без супруга, 28,20 % домашних хозяйств не имеют отношения к семьям, 26,40 % домашних хозяйств состоят из одного человека, 10,90 % домашних хозяйств состоят из престарелых (65 лет и старше), проживающих в одиночестве. Средний размер домашнего хозяйства составляет 2,63 человека, и средний размер семьи 3,19 человека.
Возрастной состав округа: 29,60 % моложе 18 лет, 9,10 % от 18 до 24, 26,70 % от 25 до 44, 21,10 % от 45 до 64 и 21,10 % от 65 и старше. Средний возраст жителя округа 34 лет. На каждые 100 женщин приходится 89,40 мужчин. На каждые 100 женщин старше 18 лет приходится 83,60 мужчин.
Средний доход на домохозяйство в округе составлял 25 807 USD, на семью — 31 875 USD. Среднестатистический заработок мужчины был 28 493 USD против 19 363 USD для женщины. Доход на душу населения составлял 12 661 USD. Около 22,20 % семей и 26,90 % общего населения находились ниже черты бедности, в том числе — 34,00 % молодежи (тех, кому ещё не исполнилось 18 лет) и 26,70 % тех, кому было уже больше 65 лет.